# Безансон, Марсель
Марсель Безансон (фр. Marcel Bezençon, 1 мая 1907, Орб, Во — 17 февраля 1981, Лозанна) — швейцарский журналист, руководитель СМИ и директор Европейского вещательного союза с 1954 по 1970 год. В 1955 году он задумал конкурс песни «Евровидение» на основе знаменитого музыкального фестиваля в Сан-Ремо.
Безансон окончил Лозаннский университет со степенью по истории искусств в 1932 году, а затем начал работать внештатным художественным и театральным критиком, прежде чем стать редактором газеты Feuille d'Avis. В 1939 году он присоединился к Radio suisse romande (RSR), где занимал должность директора до 1950 года, а затем стал генеральным директором Швейцарской радиовещательной корпорации (SRG SSR), в которой проработал до 1972 года. Безансон также был членом совета директоров Швейцарского телеграфного агентства (SDA ATS) с 1963 по 1972 год.
Премия Марселя Безансона была основана в 2002 году Кристером Бьоркманом (победитель Melodifestivalen и участник шведского Евровидения 1992 года) и Ричардом Херри (победитель Melodifestivalen и шведского Евровидения 1984 года в составе Herreys).